# Les handicapés vont-ils en enfer ?
Les handicapés vont-ils en enfer ? (Do the Handicapped Go to Hell? en version originale) est le neuvième épisode de la quatrième saison de la série animée South Park, ainsi que le 57e épisode de l'émission. C'est aussi le premier épisode d'un diptyque qui se termine avec Probablement !.

## Synopsis
Après une séance édifiante à l'église au cours de laquelle le père Maxi les menace de damnation éternelle s'ils ne prennent pas la religion plus au sérieux, les enfants réfléchissent et s'aperçoivent que Timmy ne peut pas se confesser et est donc voué à rejoindre l'Enfer. De plus, Kyle, étant juif, ne s'est jamais confessé lui non plus. En quête d'une réponse qu'on ne veut pas leur donner, les enfants sont confus et ne savent plus à qui s'en remettre.
En Enfer, les choses ne vont pas mieux : Satan mène une nouvelle relation avec Chris, un bobo au comportement de « lopette ». Là dessus, Saddam Hussein, son ex pervers et malsain, rend visite à Satan et cherche à se remettre avec lui. Satan, qui ne sait lequel choisir, est au cœur d'un dilemme...